# Mikel Lasa
Pour les articles homonymes, voir Lasa et Goikoetxea.
Mikel Lasa Goikoetxea (né le 9 septembre 1971 à Legorreta) est un footballeur espagnol évoluant en défenseur (arrière gauche).

## Carrière en club
Lasa est formé au centre de formation du Real Sociedad et débute en première division alors qu'il n'a pas encore dix-huit ans au sein de l'équipe basque entraînée par John Toshack, durant la saison 1988–1989.
Devenu un espoir du football espagnol, il signe avec le Real Madrid CF lors de la saison 1991–1992 en remplacement du vieillissant Rafael Gordillo. Après avoir été barré par Francisco Villarroya, il s'impose au sein de l'équipe, et remporte la Coupe du Roi 1993 face au Real Saragosse. Néanmoins, l'arrivée du Brésilien Roberto Carlos au sein des Merengues relègue le joueur au second plan.
Lasa rejoint un autre club basque, l'Athletic Bilbao, en 1997–1998, en étant une des pièces maîtresses de l'équipe qui termine vice-championne d'Espagne. Pourtant, il joue très peu les trois saisons suivantes et prend sa retraite en 2004, après avoir joué en deuxième division espagnole avec le Real Murcie et le CF Murcie.

## Carrière internationale
Lasa joue deux matchs au sein de l'équipe d'Espagne de football en 1993, les deux fois contre la Lituanie, lors des éliminatoires de la Coupe du monde de football de 1994.
Il fait aussi partie de l'équipe d'Espagne championne olympique de football aux Jeux olympiques d'été de 1992 à Barcelone.

## Palmarès
- Champion d'Espagne en 1995 et 1997 avec le Real Madrid CF.
- Vainqueur de la Coupe du Roi en 1993 avec le Real Madrid CF.
- Vainqueur de la Supercoupe d'Espagne en 1993 avec le Real Madrid CF.
- Vainqueur de la Copa Iberoamericana en 1994 avec le Real Madrid CF.
- Champion olympique de football en 1992.